# Danh sách lâu đài Albania
Danh sách các lâu đài và các lâu đài bị phá hủy ở Albania, sắp xếp theo đơn vị hành chính Hạt Albania.

## Berat (hạt)
- Lâu đài Berat

## Dibër (hạt)
- Lâu đài Burgajet
- Lâu đài Grezhdani

## Durrës (hạt)
- Lâu đài Krujë
- Lâu đài Durrës
- Lâu đài Ishëm
- Lâu đài Rodoni

## Elbasan (hạt)
- Lâu đài Elbasan
- Lâu đài Peqin

## Fier (hạt)
- Lâu đài Margëlliç

## Gjirokastër (hạt)
- Lâu đài Gjirokastër
- Lâu đàiLibohovë
- Lâu đài Kardhiq

## Korçë (hạt)
- Lâu đài Mok
- Lâu đài Pogradec
- Lâu đài Shpellë
- Lâu đài Trajan, sau Traianus, đế chế Roma
- Lâu đài Ventrok

## Lezhë (hạt)
- Lâu đài Lezhë

## Shkodër (hạt)
- Lâu đài Drisht
- Lâu đài Rozafa
- Lâu đài Vau-Dejës
- Lâu đài Gajtan

## Tirana (hạt)
- Lâu đài Bashtovë
- Lâu đài Dajti
- Lâu đài Petrelë
- Lâu đài Prezë
- Lâu đài Tirana
- Lâu đài Lalm

## Vlorë (hạt)
- Lâu đài Ali Pasha
- Lâu đài Kaninë
- Lâu đài Lëkurësi
- Lâu đài Porto Palermo